# Mount Kisco
Mount Kisko es un pueblo y villa ubicada en el condado de Westchester en el estado estadounidense de Nueva York. En el año 2000 tenía una población de 9,983 habitantes y una densidad poblacional de 1,233.2 personas por km².

## Celebridades
- Aquí falleció Christopher Reeve.

## Geografía
Mount Kisko se encuentra ubicado en las coordenadas 41°12′14″N 73°43′50″O / 41.20389, -73.73056. Según la Oficina del Censo, la ciudad tiene un área total de 8,1 km² (3,1 mi²), de la cual 8,1 km² (3,1 mi²) es tierra y 0 km² (0 mi²) (0%) es agua.

## Demografía
Según la Oficina del Censo en 2000 los ingresos medios por hogar en la localidad eran de $55,420, y los ingresos medios por familia eran $68,219. Los hombres tenían unos ingresos medios de $45,428 frente a los $40,040 para las mujeres. La renta per cápita para la localidad era de $32,424. Alrededor del 10.5% de la población estaban por debajo del umbral de pobreza.